# Cynometra beddomei
Cynometra beddomei é uma espécie vegetal da família Fabaceae. É endêmica da Índia, estando ameaçada por perda de habitat.